# Pseudocalotes bapoensis
Pseudocalotes bapoensis — вид ігуаноподібних ящірок родини агамових (Agamidae). Ендемік Китаю.

## Поширення і екологія
Pseudocalotes bapoensis відомі з типової місцевості, розташованої у Гуншань-Дулун-Нуському автономному повіті на північному заході провінції Юньнань. Вони живуть у вологих тропічних лісах.